# Kardiotokografie

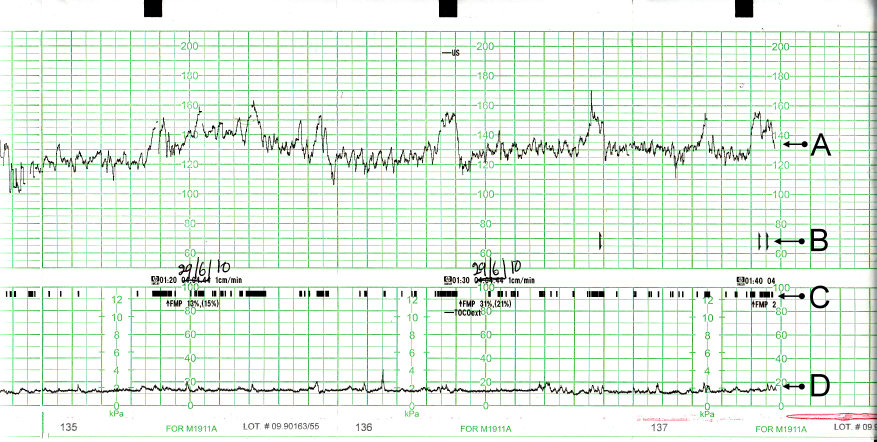
Typisches CTG ohne Wehen
A: Fetale Herztätigkeit
B: Von der Mutter gefühlte Kindsbewegungen (durch Knopfdruck aufgezeichnet)
C: Kindsbewegungen
D: Uteruskontraktionen

Kardiotokografie bzw. -graphie (englisch Cardiotocography; CTG; Herztonwehenschreibung) bezeichnet ein Verfahren zur simultanen (gleichzeitigen) Registrierung und Aufzeichnung der Herzschlagfrequenz des ungeborenen Kindes und der Wehentätigkeit (griechisch tokos) bei der werdenden Mutter. Das Verfahren wird sowohl in der Schwangerschaftsbetreuung als auch zur Überwachung während der Geburt eingesetzt.

## Technik und Auswertung
Die Herzfrequenz des Fötus wird meistens mit dem Pulsed-Wave-Doppler-Ultraschall ermittelt und in Schlägen pro Minute (SpM; gelegentlich auch englisch bpm, beats per minute) aufgezeichnet. Die Wehentätigkeit der Mutter wird zugleich mit einem separaten Wehenaufnehmer, einem Druckmesser, registriert. Hierfür gibt es zwei Verfahren: die selten verwendete intrauterine, direkte Druckmessung, die nur nach Eröffnung der Fruchtblase, also während der Geburt, angewendet werden kann, und die heute übliche äußere Druckmessung mittels Tocodynamometer. Dieser Differenzdruckmesser reagiert auf die Änderung der Bauchspannung während einer Wehe, weshalb es bei der Aufzeichnung der Wehentätigkeit zu großen individuellen Schwankungen kommt: Die „Härte“ des Bauches einer sehr schlanken Schwangeren (mit sehr wenig subkutanem Fettgewebe) ändert sich sehr viel deutlicher als die einer beleibteren Schwangeren. Die Bandbreite der Aufzeichnungsunterschiede reicht von großen Ausschlägen des Tokographen bei geringen Kontraktionen einer schlanken Schwangeren bis zu völlig fehlenden Ausschlägen während der Geburtswehen einer adipösen Kreißenden. Bei der Interpretation eines CTGs oder der Kalibrierung des Gerätes sind deshalb auch die Konstitution der Schwangeren und deren Angaben über die Spürbarkeit von Wehen zu berücksichtigen.
Interpretiert wird der Verlauf der Änderungen der kindlichen Herzfrequenz unter Berücksichtigung der Wehentätigkeit und des Schwangerschaftsalters (bei der Schwangerenbetreuung) beziehungsweise des seitherigen Geburtsfortschrittes. Bei Verdacht auf eine nicht ausreichende Versorgung des Kindes (uteroplazentare Dysfunktion) kann ein Wehenbelastungstest mit CTG-Kontrolle durchgeführt werden. Er weist aber viele falsch-positive Ergebnisse auf und wird in der aktuellen S3-Leitlinie zur vaginalen Geburt aus dem Jahr 2022 nicht mehr empfohlen.
Kriterien für die Auswertung des CTG sind:
- Baseline: die über mindestens 10 Minuten gemittelte fetale Herzfrequenz (normal: 110–160 SpM)
- Oszillation: Schwankungsbreite der fetalen Herzfrequenz (normal: 5–25 SpM)
- Dezelerationen: Episoden abnehmender Herzfrequenz des Feten, die nach ihrem zeitlichen Verlauf sowie dem Zusammenhang mit der Wehentätigkeit nochmals unterteilt werden

Gerade die zuletzt genannten Dezelerationen können Hinweise auf einen kindlichen Sauerstoffmangel geben. Dezelerationen, die unmittelbar mit der Wehentätigkeit einhergehen („Frühdezelerationen“), sind hierbei weniger gefährlich als „späte“ Dezelerationen, die jeweils im Anschluss an eine Wehe auftreten. Bei einer über drei Minuten fortbestehenden fetalen Herzfrequenz (FHF) unter 120 SpM spricht man von einer leichten, unter 100 SpM von einer schweren Bradykardie. Eine Bradykardie beim Eintreten des Köpfchens in das Becken ist nicht selten und wird auch Eintrittseffekt genannt.

### Auswertungssysteme
Der Erfinder der Kardiotokographie, der deutsche Frauenarzt Konrad Hammacher, entwickelte aus seinen Erkenntnissen ein Risikobewertungssystem (Hammacher-Score), das sich allerdings für den geburtshilflichen Alltag als wenig praktikabel erwies. Der deutsche Perinatalmediziner Wolfgang M. Fischer (1932–2007) stellte 1976 eine vereinfachte – und in erster Linie für die Schwangerschaft gedachte – Variante des Hammacherschen Auswertungssystem vor, den sogenannten Fischer-Score. Schließlich wurde von der internationalen Vereinigung für Gynäkologie und Geburtshilfe (Fédération Internationale de Gynécologie et d’Obstétrique, FIGO) ein weiteres, verhältnismäßig einfaches, Scoring-System eingeführt, das rasch weithin Akzeptanz fand. Alle drei genannten Auswertungssysteme sind weiterhin international in Gebrauch, wobei teils die Begrifflichkeiten untereinander vermischt werden. In der S3-Leitlinie für die deutschsprachigen Länder zur vaginalen Geburt wird empfohlen, den FIGO-Score anzuwenden.

## Geschichte

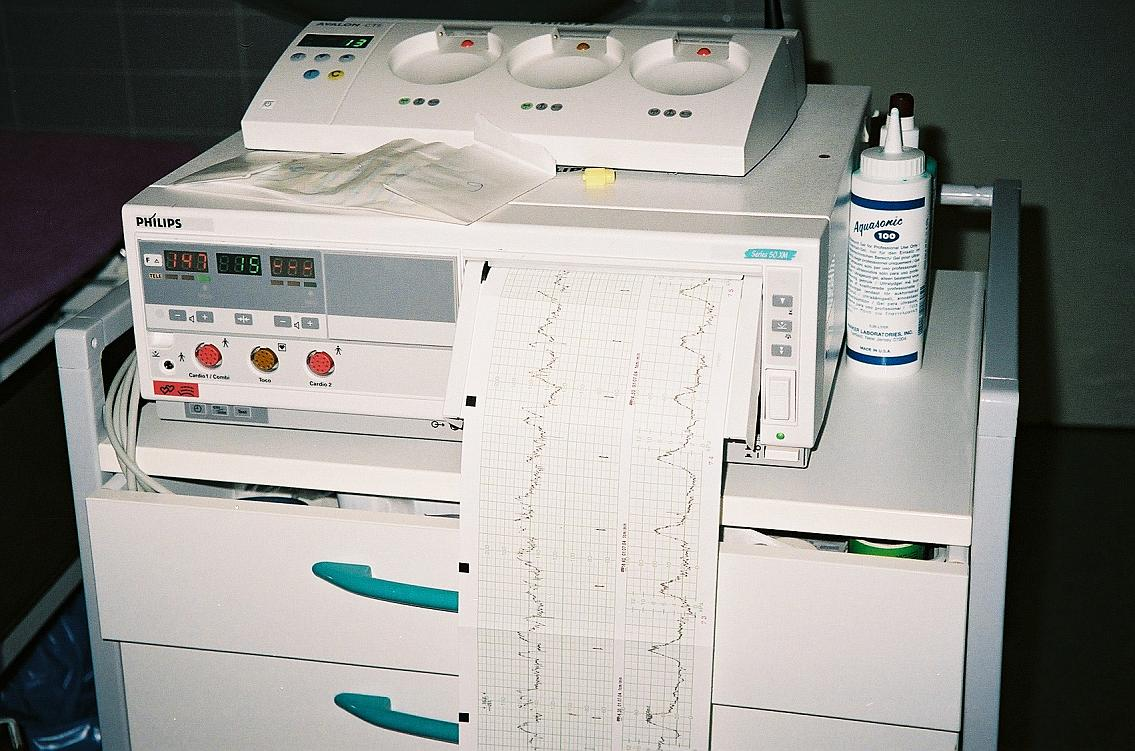
Ein Kardiotokograf beim Aufzeichnen der Wehen und der Herzfrequenz. Auf dem Gerät steht das Ladegerät mit Schalen für 3 kabellose Sensoren

Bereits bald nach der Erfindung des Stethoskops durch René Laennec (1781–1863) versuchte man, sich diese Erfindung auch in der Geburtshilfe nutzbar zu machen. Dabei stand zunächst der Nachweis im Vordergrund, dass ein ungeborenes Kind (noch) lebte. Ein weiterer französischer Mediziner, Adolphe Pinard (1844–1934), entwarf gegen Ende des 19. Jahrhunderts ein speziell für die Geburtshilfe gedachtes hölzernes Stethoskop („Pinard-Rohr“), das bis heute bei der geburtshilflichen Überwachung in Gebrauch ist. Ein entscheidender Nachteil ist jedoch, dass es für eine dauerhafte Überwachung der kindlichen Herztätigkeit nicht praktikabel ist.
Bereits 1944 hatte Arthur Weber grundlegende Arbeiten über die Herzschallregistrierung durchgeführt. Im Jahr 1964 entwickelte der deutsche Frauenarzt Konrad Hammacher (1928–2001) den ersten Kardiotokografen, ein Aufnahmegerät für die kindliche Herztätigkeit, womit nunmehr eine ständige Überwachung des fetalen Befindens möglich wurde. Zunächst wurde die Herzfrequenz phonokardiografisch, also über die Ableitung des Herzschalls mit einem Mikrofon, ermittelt. Andere Ansätze bestanden darin, auf unterschiedlichen Wegen das kindliche Elektrokardiogramm abzuleiten und daraus die Herzfrequenz zu bestimmen.
Seit Ende der 1960er Jahre wird das Ultraschalldopplerverfahren angewendet. Dabei wird Ultraschall von einer am Bauch der Mutter platzierten Sonde gesendet, vom fetalen Herzen reflektiert und wieder empfangen. Anhand des Dopplereffektes (Frequenzabweichung des empfangenen Signales aufgrund der Bewegung des reflektierenden Herzens) wird die kindliche Herzfrequenz ermittelt. In Verbindung mit der gleichzeitigen Registrierung der Wehentätigkeit sind heute die Phonokardiotokographie, die Ultrasonokardiotokographie und die fetale Elektrokardiotokographie möglich.
Die Wehentätigkeitsmessung geht auf die Beschreibung eines Tocodynamometers im Jahr 1957 zurück, welches einen festen äußeren Ring besitzt und eine dazwischenliegende bewegliche Detektor-Platte, deren „Eindrückkraft“ mittels Dehnmessstreifen bestimmt wird. Das Prinzip wurde vielfach modifiziert, um Störeinflüsse zu kompensieren.
Für die Ermittlung eines optimalen Entbindungszeitpunktes bei Schwangeren mit zu kleinen oder kranken Kindern entwickelten der Physiologe Geoffrey Sharman Dawes (1918–1996) und der Geburtshelfer Chris Redman (geb. 1941) in jahrzehntelanger Arbeit das sogenannte Oxford-CTG (auch: Computer-CTG, cCTG). Es zeichnet sich durch eine ins Aufnahmegerät integrierte Software aus, die eine deutlich feinere Analyse der kindlichen Herztätigkeit ermöglicht. Auf diese Weise kann man in der vorgeburtlichen Phase sehr subtile Änderungen erkennen, die auf eine Gefährdung des Feten im Mutterleib hinweisen, etwa aufgrund einer Präeklampsie oder einer fetalen Wachstumsverzögerung (wie sie unter anderem bei Alkohol- oder Drogenkonsum der Mutter, aber auch aufgrund genetischer Faktoren zustande kommen kann). Unter anderem stellte sich die sogenannte Kurzzeitvariation (KZV) als wertvoller neuer Parameter heraus (dies ist die Variation der durchschnittlichen absoluten zeitlichen Differenz zwischen aufeinanderfolgenden Herzschlägen). Für die Geburtshilfe im engeren Sinne spielt das cCTG allerdings nur eine untergeordnete Rolle und wird auch nicht in der aktuellen S3-Leitlinie empfohlen.
Heute (2023) im Kreißsaal übliche CTG-Geräte (Kineto-CTG) zeichnen neben fetaler Herzfrequenz und mütterlicher Wehentätigkeit zusätzlich Kindsbewegungen (Bewegung = griechisch kinesis) auf. Diese geben zusätzlich Aufschluss über den Zustand des Kindes. Die Kindsbewegungen können über den gleichen Ultraschallsensor detektiert werden, der auch die Herztätigkeit misst. Die Übertragung der Daten erfolgt bei diesen Geräten meist kabellos von akkubetriebenen Wandlern an der Bauchwand der Mutter per Funk an die Aufzeichnungseinheit. Dadurch kann sich die Gebärende bei gleichzeitiger Überwachung des kindlichen Zustands frei bewegen. Das nebenstehende Foto zeigt ein solches CTG.